# H.E.R. (álbum)
H.E.R. é uma coletânea musical da cantora americana H.E.R. lançado em 20 de outubro de 2017, por intermédio da RCA Records. O álbum contém canções dos extended plays (EPs) H.E.R., Vol 1 (2016) e H.E.R., Vol. 2 (2017), além de seis canções adicionais.
O álbum alcançou a 47ª posição da Billboard 200 dos Estados Unidos e a 24ª posição na Billboard R&B/Hip-Hop Albums. No Soul Train Music Awards de 2018, venceu a categoria Album/Mixtape of the Year. Como reconhecimento, o álbum recebeu cinco nomeações no Grammy Awards de 2019, incluindo Album of the Year e Best New Artist.

## Antecedentes
Gabi Wilson assinou um contrato com a RCA Records aos 14 anos, performando versão cover de diversas canções de Alicia Keys que, porventura, foram televisionadas no Today, The View e Maury. Seu primeiro EP, H.E.R, Vol. 1, oi lançado em 9 de setembro de 2016, alcançando a 28ª posição na Billboard R&B/Hip-Hop Albums. O segundo EP, H.E.R., Vol. 2, foi lançado em 16 de junho de 2017, alcançando a 49 posição da Billboard 200 dos Estados unidos e a 22ª posição da Billboard R&B/Hip-Hop Albums. A coletânea H.E.R. inclui canções dos dois extended plays (EP) prévios da artista, além do dueto "Best Part" com Daniel Caesar.

## Alinhamento de faixas
| N.º            | Título              | Compositor(es) | Produtor(es)             | Duração |  |
| 1.             | "Losing"            | Darhyl "Hey DJ" Camper Jr., H.E.R., Hue "SoundzFire" Strother                                                                 | H.E.R.                   | 3:46    |  |
| 2.             | "Avenue"            | H.E.R., Tiara Thomas, Tyler Acord                                                                                             | Lophiile                 | 3:34    |  |
| 3.             | "Let Me In"         | H.E.R., Knox Brown | Brown                    | 4:57    |  |
| 4.             | "Lights On"         | Daniel Traynor, H.E.R., Mike "Scribz" Riley, Talay Riley                                                                      | H.E.R., M. Riley, Grades | 3:40    |  |
| 5.             | "Say It Again"      | Camper, H.E.R., Strother | H.E.R., Camper           | 2:52    |  |
| 6.             | "Facts"             | Camper, H.E.R., Strother, Jermaine Elliott                                                                                    | H.E.R., Camper           | 3:39    |  |
| 7.             | "Focus"             | Camper, H.E.R., Justin Love                                                                                                   | H.E.R., Camper           | 3:20    |  |
| 8.             | "U"                 | Ambré Perkins, David "Swagg R'celious" Harris, H.E.R.                                                                         | H.E.R., D. Harris        | 2:59    |  |
| 9.             | "Every Kind of Way" | Camper, H.E.R., Strother | Camper                   | 2:40    |  |
| 10.            | "Best Part"         | Ashton Simmonds, H.E.R., Jordan Evans, Matthew Burnett, Riley Bell                                                            | H.E.R., Caesar           | 3:29    |  |
| 11.            | "Changes"           | Perkins, D. Harris, J. "Grip" Jordan-Jones, Gabriel Garzón-Montano, H.E.R.                                                    | H.E.R., D. Harris        | 3:34    |  |
| 12.            | "Jungle"            | Anthony Jefferies, Aubrey Graham, Carlo Montagnese, Garzón-Montano, Ilsey Juber, Jordan Ullman, Majid Al-Maskati, Noah Shebib | H.E.R.                   | 5:05    |  |
| 13.            | "Free"              | Camper, Elijah Dias, H.E.R.                                                                                                   | H.E.R., Camper           | 3:18    |  |
| 14.            | "Rather Be"         | Alju Jackson, D. Harris, H.E.R., Keithen Foster                                                                               | H.E.R., D. Harris        | 3:09    |  |
| 15.            | "2"                 | H.E.R., Ryan Campbell, Uzoechi Emenike                                                                                        | H.E.R., MNEK             | 3:09    |  |
| 16.            | "Hopes Up"          | Anthony Bryant, D. Harris, Dias, H.E.R.                                                                                       | D. Harris, Ant B         | 3:06    |  |
| 17.            | "Still Down"        | Camper, H.E.R., Strother, Lolo Zouai                                                                                          | H.E.R., Camper           | 2:49    |  |
| 18.            | "Wait for It"       | Andre Harris, Camper, H.E.R., Strother, Marsha Ambrosius, Natalie Stewart                                                     | H.E.R., Camper           | 2:16    |  |
| 19.            | "Pigment"           | H.E.R., Maurice-Brandon Ferguson, Robert Glasper, Shafiq Husayn                                                               | H.E.R., Oreamy Beats     | 2:59    |  |
| 20.            | "Gone Away"         | Anesha Birchett, Antea Shelton, Christopher McClenney, H.E.R., Joshua Scruggs                                                 | H.E.R., Syk Sense        | 4:10    |  |
| 21.            | "I Won't"           | Camper, H.E.R., J. "Grip" Jordan-Jones, Strother                                                                              | H.E.R., Camper           | 3:31    |  |
| Duração total: | Duração total:      | Duração total: | Duração total:           | 71:50   |  |

## Desempenho nas tabelas musicais

### Posições
| Tabela musical (2017–18)                | Melhor posição |
| --------------------------------------- | -------------- |
| Estados Unidos (Billboard 200)          | 47             |
| Estados Unidos (Top R&B/Hip Hop Albums) | 24             |

### Certificações
| País (Empresa)        | Certificação |
| --------------------- | ------------ |
| Estados Unidos (RIAA) | Ouro         |